# مانويل روز (لاعب كرة قدم)
مانويل روز (بالإسبانية: Manuel Basura)‏ (5 أبريل 1986 ببلنسية في إسبانيا - ) هو لاعب كرة قدم إسباني في مركز الدفاع. شارك مع منتخب إسبانيا تحت 17 سنة لكرة القدم. أما مع النوادي، فقد لعب مع خيمناستيك طركونة ونادي إيركوليس ونادي خيريث ونادي غرناطة ونادي فالنسيا وفالنسيا ميستايا وغرناطة 74 ‏.

## وصلات خارجية
- مانويل روز (لاعب كرة قدم) على موقع الاتحاد الدولي (مؤرشف)  (الإنجليزية)
- مانويل روز (لاعب كرة قدم) على موقع قاعدة بيانات كرة القدم.إي يو (الإنجليزية)
- مانويل روز (لاعب كرة قدم) على موقع Soccerway.com (الإنجليزية)
- مانويل روز (لاعب كرة قدم) على موقع AS.com (الإسبانية)